# نو پیسیوم
نو پیسیوم یا نو ماهی (ν Piscium) یک ستاره است که در صورت فلکی ماهی قرار دارد.